# Anette Borchorst
Anette Borchorst (født 9. marts 1951 i København) er en dansk institutleder ved Institut for Statskundskab ved Aalborg Universitet samt professor i politologisk kønsforskning ved CCWS Centre for Comparative Welfare Studies og Center for Arbejdsmarkedsforskning CARMA også ved Institut for Statskundskab ved Aalborg Universitet 

## Uddannelse
Anette Borchorst blev i 1979 kandidat i samfundsfag fra Aarhus Universitet. I 1984 opnåede hun en ph.d.-grad fra Det Samfundsvidenskabelige Fakultet ved Aalborg Universitetscenter.

## Karriere
Anette Borchorst har været professor ved Aalborg Universitet siden 2008 og har været institutleder ved Institut for Statskundskab ved Aalborg Universitet siden 2016. Anette Borchorst specialiserer sig inden for køn, magt og politik i Danmark og Norden samt ligestillings- og velfærdspolitik i Danmark og Norden.
Anette Borchorst har været forskningsleder på en række forskningsprojekter. Heriblandt for projekt Kvindernes Grundlov, Køn, demokrati og velfærd 1915-2015 samt for forskningsprogrammet GRIP fra 2014, som blev finansieret af VELUX fonden.
Anette Borchorst har desuden været medlem af Statsministeriets Ligestillingsråd fra 1988-94 samt været formand for rådet Ligestilling i forskning ved Forskningsministeriet fra 1997-98.